# Українсько-французькі відносини
Українсько-французькі відносини — це сукупність міжнародних двосторонніх відносин між Україною та Французькою Республікою, а також співпраці обох країн у міжнародних організаціях та інших міжнародних інституціях.
Французька республіка представлена Посольством в Україні (Київ) та Консульським агентством Франції (Львів та Харків).
Україна представлена Посольством у Франції (Париж).

## Історичні та культурні зв'язки між Францією та Україною
Франція (France, République Française) — західно-європейська держава; площа 551 800 км², 60 656 178  млн населення (2005), столиця — Париж (разом із околицями 9,9 млн мешканців). З усіх західно-європейських країн Україна найжвавіше підтримувала контакти з Францією, а праці французів про Україну часто були джерелом інформації для всієї Європи (Боплан, П'єр Шевальє, Вольтер, Шерер Жан-Бенуа, Тиссеран).

### XI—XVIIIст.
Перші українсько-французькі зв'язки датуються ХІ століттям, коли 19 травня 1051 року король Генріх І уклав шлюб з Анною, дочкою великого князя київського Ярослава Мудрого. Після смерті французького короля (1060) Анна Київська була першою королевою Франції, яка стала регентом малолітнього сина Філіппа. Згодом, у літописах ім'я Анни зустрічається як дружина графа Рауля IV де Валуа. Французька королева заснувала жіночий монастир Мулен де Санліс і церков святого Вінцентія недалеко від Парижа (Санлісс).
Після занепаду Київської держави відносини зі Заходом послабились. Відомо, що 1240 року Давній Київ звертався до Заходу за допомогою перешкодити вторгненню монголо-татарських орд. 1245 року митрополит Київський Петро Акерович, як «архієпископ Руський», брав участь у Ліонському соборі. Він розповів його учасникам, зокрема, Інокентію IV (Папі Римському) про облогу та падіння давньої столиці, про наслідки погрому Київської Русі та перестеріг західноєвропейське суспільство від небезпеки з боку монголо-татар. Метою його візиту було пошук допомоги для порятунку Галицької, Волинської та Київської земель від татарської навали. Для оцінки ситуації та організації захисту проти монголо-татар, що стали великою загрозою для Європі, було вирішено 1246 року відправити посольство до Київської Руси та Золотої Орди, яке очолив францисканець Джованні Да Плано Карпіні. У записках Карпіні про той період міститься дуже цінна інформація про Україну, а саме, опис Києва тих часів.
У другій половині XIV століття стають відомими факти навчання українців у Сорбонні. Їх зазначено у списках як учнів «з Рутенії» (1353, 1369), «рутенської нації з Києва» (1463, 1469) або «Natione Ruthenia de Ucraina» (1567).
У 1643—1645 рр. навчався в Сорбонні Іван Ужевич, укладач рукописної «Грамматыка словенская» латинською мовою. Це була перша граматика «руської» книжної мови, оригінали якої зберігаються у відділі рукописів Паризької Національної Бібліотеки (1643) і в міській бібліотеці міста Аррас (1645).
З XVII століття українські студенти навчалися також у Страсбурзькому Університеті.
Згадки про навчання у Паризькому університеті студентів із території України зустрічаються у період XVIII-ХІХ століття. Наприклад, Антон Лосенко навчався впродовж 1760—1764 рр. у мистецькій школі.
Цінні писемні пам'ятки зберігаються у Паризькій Національній Бібліотеці Франції:
- Реймське Євангеліє (1574), яке вважається східно-слов'янською копією ХІ—ХІІ століття;
- рукопис «Православне сповідання віри католицької та апостольської церкви східної» (1265) митрополита Петра Могили (Orthodoxa Confessio Fidei, так званий Codex Parisinus).

Франція — одна з держав, яка сприяла відкриттю для науки і широкого загалу українських земель XVI століття. Так, французький дипломат, історик Блез де Віженер у своїй праці La description du royaume de Pologne et pays adiacens… (1573) подав історично-географічні відомості про Галичину, Волинь і Поділля.
Французькі урядові та дипломатичні кола, а також поодинокі дослідники цікавилися козацьким рухом і походами козаків проти Туреччини, Криму й Польщі. Перші відомості про козаків з'явилися у Франції 1531 р. Періодично про боротьбу козаків інформувала французька преса: «Mercure français» (1605), «Gazette de France» (з 1631-го), «Mercure anglais» (про битви під Жовтими Водами і Корсунем, 1648 р.). Як офіційний орган французького уряду до 1715 року «Gazette de France» постійно подавала різні відомості про події в Україні й інформувала про Хмельниччину. Французький уряд отримував інформацію про справи козаків від постійних послів з Константинополя й Варшави, від французьких мандрівників і дослідників Східної Європи, а також від спеціальних інформаторів.
Успішними походами козаків проти Османської Імперії на початку XVII століття зацікавилась відома організація «Ліга християнської міліції», заснована герцогом Карлом Ґонзаґа де Невера у 1616 році. Французька організація сприяла організації коаліції проти Туреччини та проводили переговори про вступ Війська Запорозького до Ліги. У 1617—1618 роках через посередництво агента де Марконне була укладена домовленість між Лігою та гетьманом Петром Сагайдачним, який став її членом.
Першим твором з детальним описом України й козаків була праця французького інженера і військового картографа Ґійома Левассера де Боплана «Description de l'Ukranie» (1650), який перебував у 1631—1647 роках на території України.
1644 року французький посол Речі Посполитої граф де Брежі порадив кардиналу Мазаріні взяти на службу до французької армії запорозьких козаків, які «дуже відважні воїни, непогані вершники, досконалі піхотинці й особливо вони здібні до захисту фортець» і мають дуже здібного полководця Богдана Хмельницького, який при польському дворі користується повагою. У жовтні 1644 граф де Брежі, двічі зустрічаючись із Б. Хмельницьким у Варшаві, проводив довготривалі переговори про службу запорозьких козаків у французькій армії. Згодом, у березні 1645 року Богдан Хмельницький разом з старшинами Іваном Сірком та Іваном Солтенком через Гданськ морем поїхав до Франції. У Фонтенбло 19 квітня 1645 р. Богдан Хмельницький особисто вів переговори з французьким командуванням, внаслідок чого близько 2600 українських козаків (1800 піхотинців і 800 кінних) вступили на службу у французьку армію строком на два роки. За військові послуги козакам зобов'язалися платити 12 талерів і 120 талерів полковникам і сотникам. У жовтні 1645 р. запорозьких козаків перевезли морським шляхом з Гданська до Кале. Козаки брали участь у війні Франції проти іспанців за Фландрію, а в 1646 році при облозі французькими військами Дюнкерка під командуванням принца де Конде вони виступали як самостійна військова частина. Козаки, всупереч сумнівам французького командування, проявили себе здатними до штурму фортеці й разом з французькими військами брали участь в урочистому вступі в Дюнкерк. Але французьке командування порушувало угоду, тому козаки були незадоволені, після взяття Дюнкерка частина їх була відіслана до Лотарингії, деякі загони перейшли до іспанського війська.
П'єр Шевальє, секретар французького посольства в Польщі, написав відому працю про український народ, яка доповнювала відомості Ґійома Боплана про Україну. Книга «Histoire de la guerre des Cosaques centre la Pologne» була написана у період з 1653 по 1663 роки. Відтоді офіційна французька політика, а також загальна думка стосовно української справи, перебувала під впливом Польщі і здебільшого представляла польські інтереси.
Війна Богдана Хмельницького 1648—1657 рр. і створена ним Козацька держава викликала інтерес у Франції, про що свідчать відомості й інформація з Варшави дипломатів П'єра Шевальє і П'єра Лінажа де Восьєна голові французького уряду кардиналу Джуліо Мазаріні. П'єр Лінаж де Восьєн написав історію повстання Богдана Хмельницького у творі «L'origine véritable du soulèvement des Cosaques contre la Pologne» (1674) з сенсаційними, але не завжди правдивими подробицями.
Французький уряд наполягав на згоді між козаками і Польщею та був проти будь-яких переговорів України з Московською державою. Джуліо Мазаріні надіслав до Богдана Хмельницького свого агента Сельєр'є, щоб завадити зближенню українського гетьмана з московським царем. Франція підтримала Гадяцький мир між Україною й Польщею, а французький посол у Варшаві Люмбр, який керував польсько-шведською конференцією 1660 року в місті Оліва (зараз район Ґданська), сприяв присутності представників козацтва на укладанні мирної угоди. Після Андрусівського договору (1667), коли почала активізуватися агресія Росії проти України, Франція виступала проти зміцнення Москви.
За гетьмана Петра Дорошенка французький посол у Варшаві Бетюн їздив до Чигирина, щоб домовитися з гетьманом про козацький корпус, який мав воювати на французькому боці проти німецького цісаря.
У 1670—1680 рр. французький посол у Константинополі де Нуантель був знайомий з гетьманом Юрієм Хмельницьким, а секретар Нуантеля Ф. Петі де ля Круа у творі «Memoires» (1684) описав останній період життя Юрія Хмельницького.
Наприкінці XVII — на початку XVIII ст. в Європі встановився новий уклад сил: Польща занепала, а проти російсько-прусського союзу створився французько-шведський — до останнього тяжіла й Оттоманська Імперія. Франція сприяла скріпленню самостійницьких прагнень Гетьманщини. Французька дипломатія прихильно ставилася до акції гетьмана Івана Степановича Мазепи, допомагала укласти українсько-шведський союз. Після полтавської поразки (1709) французькі дипломати впливали на Порту, щоб та не видавала цареві Мазепу й мазепинців. Про акцію Мазепи докладно інформували Людовика XIV та його міністра закордонних справ маркіза де Торсі, прихильно наставлені до української справи французькі посли при Карлі XII П'єр Безенваль і Жак де Кампредон, маркіз де Боннак і його секретар Жан де Балюз у Варшаві, Шарль де Феріоль і граф Дезайєр — у Константинополі. Французька преса широко інформувала про події в Україні, засуджуючи зруйнування Батурина.
Політику зближення України із Заходом продовжував гетьман Пилип Орлик, а французька дипломатична служба 1711—1714 рр. вживала всіх можливих заходів для підписання договору між Туреччиною і Росією, враховуючи інтереси України, яка мала перейти під протекцію союзників Франції. Французька дипломатія підтримувала акцію Орлика Григора, сина Пилипа Орлика. Григор Орлик (згодом він був генералом французької армії) став на французьку військову та дипломатичну службу і як представник Людовика XV їздив до кримського хана, щоб намовити його на війну з Московщиною. Пилип і Григор Орлики були у добрих стосунках із французькими політичними й культурними діячами. Вони доставили документацію Вольтерові для написання «Histoire de Charles XII», інформуючи його про самостійницькі прагнення українців.
Французька дипломатія цікавилася гетьманом Кирилом Розумовським за посередництвом свого агента Леклерка, що був лікарем гетьмана. Французькі представники в Петербурзі (Беранже і де Бассе) інформували Францію про скасування гетьманату (1764) і про незадоволення населення. 1765 року Кирило Розумовський відвідав Францію і був прийнятий королівським двором.
Прихильну політику щодо українського питання продовжувала французька дипломатія і за Людовика XVI, а у Міністерстві закордонних справ Конт де Вержен у зв'язку з руйнуванням Січі склав меморіал про запорожців й Україну («Observations sur les Cosaques Zaporogues», 1776), в якому пропонував «увійти у зносини з козаками, щоб влаштувати диверсію проти цариці». Інформативне значення для Франції мала двотомна праця Жана-Бенуа Шерера «Annales de la Petite-Russie, ou histoire des Cosaques Saporogues et de Cosaques de l'Ukraine ou de la Petite-Russie» (1788), що охоплює нарис історії України до 1734 р.
Українське питання порушувалося на офіційних державних форумах і за часів Французької революції. Агент Конвенту Декорш отримав у Константинополі 1793 р. інструкцію налагодити відносини зі задунайськими козаками, щоб за їх допомогою підготувати повстання в Україні.

### 1800—1917 роки
За часів Наполеона з'явилася велика кількість літератури, що висвітлювала українські питання. Особливе значення мала книга Ш. Лесюра «Histoire des Kosaques» (1813), написана за дорученням Наполеона напередодні його походу проти Росії. З меморіалу графа де Отрів, директора політичного відділу Міністерства зовнішніх справ, відомо про плани Наполеона щодо України. Частина підавстрійської Галичини (сучасні Львівська та Івано-Франківська область) 1809—1815 входили до складу герцогства Варшавського Після розчленування Російської Імперії з Лівобережної (Правобережну передбачувалось віддати під опіку Польщі) України проектовано створити окрему державу, названу «Наполеонідою», яка мала стати заборолом проти агресії Росії та перешкодою доступу її до Чорного моря.
Більшість українських діячів, зокрема прихильний до Наполеона Василь Лукашевич, не захоплювалася планами Наполеона, але створені полки в Україні (козацькі й ополчення) російський уряд, не маючи до них довір'я, не висилав на фронт проти французів. Згодом (1813—1815) частина козацьких полків взяла участь у боротьбі проти Наполеона у Центральній та Західній Європі. Тут українські старшини ознайомилися із новими ідеями і, повернувшися в Україну, захоплювалися вільнодумством, внаслідок чого тут пожвавився рух масонів, згодом декабристів.
Починаючи з 1847 року, з'являються у Франції згадки, а пізніше і студії про Тараса Григоровича Шевченка і Кирило-Мефодіївське братство: Дюрана, д'Авріля, Леруа-Болье, Барона де Бея та ін.
Знайомство Оноре де Бальзака з Евеліною Ганською зумовило його відвідини України (1847—1850) і перебування у Верхівні на Житомирщині. Бальзак написав нотатки про подорож Україною «Lettre sur Kiew».
За Кримської війни (1853—1856), крім акції Адама Чарторийського і Миколи Чайковського, що перебували у Франції з метою мобілізації задунайських козаків для боротьби проти Росії, французькі публіцисти й історики писали про українське питання (П. Дуер, Барро Рулльон). Французький письменник Проспер Меріме написав розвідки «Les Cosaques de l'Ukraine et leurs derniers atamans» (1854), а згодом — про Богдана Хмельницького, що з'явилася в книзі «Les Cosaques d'autrefois»(1865).
У другій половині XIX ст. посилюються українсько-французькі культурні зв'язки: 1860 p. у Франції жила Марко Вовчок (Марія Вілінська) і була у близьких стосунках із французькими письменниками Берном, Флобером, Жорж Санд, Меріме, з видавцем Гетзелем-Сталам, співавтором «Марусі» (1878), яка здобула велику популярність у Франції і дістала нагороду Французької Академії. З 1877 року жила і студіювала у Парижі малярка М. Башкирцева, яка залишила близько 150 картин, тут вийшов її «Lettres» (1887) і «Journal d'une Jeune Fille» (1902).
З 1870-х років Михайло Петрович Драгоманов інформував французьких культурних і політичних діячів про Україну. На міжнародному літературному конгресі, що відбувся 1878 року в Парижі під головуванням Віктора Гюго, М. П. Драгоманов підніс протест проти Емського указу і розповсюджував брошуру «La littérature oukrainienne proscrite par le gouvernement russe». Він ознайомив з українською справою Л. Леже, засновника славістичних студій у Франції, який у Колеж де Франс 1906 р. читав курс про Шевченка й українську літературу. Історика і етнографа Альфреда Рамбо, географа Реклю, соціалістичного діяча Б. Мальона, який в «Histoire du socialisme» (1884) писав і про українські справи. Леже і Рамбо взяли участь у Археологічному з'їзді в Києві (1874).
У 1887—1900 роках у Парижі жив, студіював і пізніше працював у Школі антропології визначний український вчений Федір Вовк. Частину своїх праць він опублікував французькою мовою. 1903 року перебував у Парижі Михайло Сергійович Грушевський, який викладав у Російській вищій школі суспільних наук.
На політичному тлі французький політичний діяч і сенатор К. Делямар вніс 1869 р. до французького сенату петицію в справі реформи навчання історії Східної Европи під назвою «Un peuple européen de quinze millions oublié devant l'histoire», що з'явилася окремою брошурою. Однак пропозиції Делямара, поза зміною назви кафедри в Колеж де Франс зі слов'янської(тобто російської) на слов'янські, не мали наслідків, бо Франція через загрозу війни з Німеччиною проектувала встановити французько-російський союз. Після укладення цього союзу (1891) зацікавлення Україною у Франції зменшується. Проти гучного прийняття в Парижі 1896 р. царя Миколи II діячами французької культури Леся Українка запротестувала своїм памфлетом «Голос однієї російської ув'язненої». Французька фінансова позика російському урядові (1888—1914 рр., близько 11,5 млн франків) вплинула на утворення у Франції русофільського настрою. Франція мала великі капітали переважно у металургії, вугільній промисловості в Україні.
У зв'язку з проросійським курсом політики Франції на початку XX століття про українські справи інформували французький уряд переважно тільки українські емігранти — серед яких Федорчук Ярослав. Єдиним винятком була діяльність Офісу союзу національностей, створеного 1912 р., який захищав поневолені народи; його секретарем був Жан Пелісьє.
За часів Першої світової війни, щоб не ослаблювати свого союзника — Росію, Франція оминала українське питання, а з 1916 року французький уряд заборонив поширення у Франції журналу «La revue ukrainienne», що виходив у Льозанні, як орган СВУ. До Лозанни також переїхав Союз народів, який початково базувався у Парижі і виступав за національне самовизначення України та інших східноєвропейських народів.

### 1917—1920 роки
Із вибухом революції (березень 1917) французький уряд з увагою приглядався до праці Центральної Ради. Улітку 1917 року французький посол у Петрограді Ж. Нуленс вислав Жана Пелісьє з інформативною місією до Києва. Пелісьє нав'язав зв'язки з українськими політичними діячами і намагався за допомогою масонської ложі «Молода Україна» витворити в Україні прихильне наставлення до Франції. Тим часом в українські справи втрутилася французька місія в Яссах під керівництвом генерала Анрі Бертело, яка призначила генерала Жоржа Табуї своїм представником при українському уряді.
18 грудня 1917 року генерал Табуї звернувся до голови Генерального Секретаріату В. Винниченка, пропонуючи фінансову і технічну допомогу. Франція домагалася, щоб Україна не укладала миру з Центральними державами. 27 грудня 1917 міністр закордонних справ Франції Е. Пішон склав у французькому парламенті прихильну до України заяву, а 3 січня 1918 року французький уряд призначив генерала Табуї комісаром Французької Республіки при уряді УНР.
4 січня генерал Табуї був офіційно прийнятий головою Генерального Секретаріату В. Винниченком і Олександром Шульгиним, що було своєрідним визнанням УНР. Однак розпочаті мирові переговори в Бересті й війна із більшовиками перервали приязні франко-українські взаємини. Франція зреагувала дуже гостро проти Берестейського миру і зацікавлена була у протинімецькому повстанні в Україні.
Міністр Е. Пішон прийняв 20 липня 1918 р. представників проантантської Української Національної Ради у Франції (Федір Савченко, Я. Екземплярський). Французькі представники Енно, Де-Сент Олерон, що в інтересах Антанти вирішували справи Східної Європи, намовляли делегацію гетьмана Павла Скоропадського на союз з Росією. Взагалі, Антанта, в якій керівну роль відігравала Франція, орієнтувалася на Денікіна, Врангеля, Колчака, намагаючись відновити «єдину неділиму Росію», а Директорію УНР розглядала як «більшовицьку».
Намагаючись не допустити більшовиків до Чорного моря, наприкінці грудня 1918 р. Франція спільно із державами Антанти висадила десант на півдні України, окупуючи Одесу. На чолі французького десанту був генерал Боріюс, з січня 1919 р. генерал Д'Ансельм, з яким вів переговори уряд УНР (прем'єр С. Остапенко) у справі спільної акції проти більшовицької агресії, але безуспішно, бо французи не визнавали українську державу і вимагали включення української армії у загальний російський фронт. На початку квітня 1919 року під тиском повстанців отамана М. Григорієва французький десант покинув Україну.
Українська делегація УНР і ЗУНР на мирову конференцію у Версалі натрапляла на труднощі з боку Франції, яка була під польським і російським впливом і не сприяла українським самостійницьким прагненням. Місія генерала Ж. Бертелемі у справі перемир'я з поляками і визначена ним лінія поділу Галичини (28 лютого 1919 року), як некорисна для українців, була відкинена. У серпні 1919 р. Жорж Клемансо разом із Вінстоном Черчілем намагалися помирити генерала Денікіна з урядом УНР, але також безуспішно. У 1919—1920 роках були й прихильні до України заяви з боку французьких політиків: Франклен-Буйон інтерпелював у французькому парламенті у справі десанту в Одесі (24 березня 1919 року), а депутат Ґаяр-Бансель вимагав 27 березня 1920 року від французького уряду визнання незалежності України. Після закінчення мирової конференції 1921 року українську делегацію перетворено на надзвичайну дипломатичну місію у Франції, яку очолював Олександр Шульгин.
З 1917 року з'явилася багата франкомовна література про Україну, в якій французькі політичні та наукові діячі прихильно висловлювалися у справі української державности. Серед інших П. Шал розмістив у журналі «Le Monde Slave» 1917 студію «La question ukrainienne eft le principe des nationalités», директор Французького Інституту у Петрограді Л. Рео опублікував доповідь на зборах Товариства Росія «La République indépendante de l'Ukraine», визначний французький славіст Л. Леже опублікував у «Revue hebdomadaire» 26 жовтня 1918 прихильну до України статтю «L'Ukraine, son passé, son avenir». Колазький лектор французької мови у Києві Ш. Дюбрей написав спогади «Deux années en Ukraine. 1917—19». Гурток студій франко-українців у Парижі видав брошуру Федора Савченка «L'Ukraine et la question ukrainienne» (1918). За підтримкою прихильників слов'ян Е. Дені й А. Тома засновано в Парижі політичне представництво, Українську Національну Раду під проводом Ф. Савченка та Я. Екземплярського.
Українська делегація на мирову конференцію видала багату франкомовну літературу: «Notes présentées par la delégation de la République ukrainienne a la Conférence de la Paix a Paris» (I—II, 1919); загально-інформативні праці про Україну «Memoire sur l'indépendance de 1'Ukraine, présenté a la Conférence de la Paix» (1919), «L'Ukraine, l'Europe orientale et la Conférence de la Paix» (1919) і багато ін.

### Після 1920 року
Між двома світовими війнами Франція виступила проти іреденти в Східній Європі і підтримувала статус-кво, утримуючися від підтримки безпосередньо чи на форумі Ліги Націй домагань українців під Польщею, Румунією чи Чехословаччиною. У 1924 році Франція (уряд Е. Ерріо) встановила дипломатичні відносини з СРСР. 1922 року вона уклала договір про ненапад і невтручання, також не допускала організацій, ворожих другій стороні, а 1935 року — договір про взаємодопомогу. Таке наставлення Франції не дозволяло на прихильність офіційних французьких кіл до української визвольної акції. 1927 Францію відвідав нарком. освіти М. Скрипник, мав зустріч з французькими славістами, інформуючи їх про «українізацію» в УРСР. 1933 року Е. Ерріо відвідав Україну і по поверненні заперечував вістки про голод в Україні.
Серед французьких славістів, які зацікавилися українською проблематикою, був А. Мартель. Він відбув наукову подорож в Україну і встановив контакти з Українською Академією Наук. Багато українознавчого матеріалу містили славістичні журнали: «Le Monde Slave» і з 1921 року «Revue des Études Slaves». На відтинку літератури, особливо шевченкознавства, виявили себе Р. Лябрі, А. Майє, П. Буайє, а серед перекладачів Шевченка: Ф. Мазад, Ш. Стебер, Ж. Бурдон та ін. Популярну історію України написав Р. Тіссеран: «La vie d'un peuple: L'Ukraine» (1933), а історичні розвідки P. Мартель («La question d'Ukraine» та ін.) і Ж. Бенуа-Мешен («L'Ukraine des origines a Staline», 1941). Постійно інформували французів про Україну І. Борцак і О. Шульгин. З 1939 року в Державній школі (згодом Інституті) Східних Мов і Цивілізацій у Парижі введено навчання української мови, спочатку як «вільний виклад», а з 1952 спеціальна кафедра; викладачі української мови й культури: І. Борщак, М. Шеррер, Е. Круба, А. Жуковський. З 1973 року у Паризькому Унті введено українську мову як вільний виклад.
Напередодні другої світової війни французьких політичний діяч М. Шуман у книзі (під псевдонімом А. Сідобре) «Les problemes ukrainiens et la paix europeenne» (1939) остерігав українців перед німецькою небезпекою. З початку німецько-радянської війни симпатії французів були на боці Радянського Союзу, тому вони не виявляли зацікавлення українськими справами. Серед учасників руху опору в Францій були і колишні радянські військовополонені, серед яких відомий українець Василь Порик.
У Парижі діяли українські політичні організації, місто стало одним із центрів співпраці урядів народів СРСР у вигнанні в рамках прометейського руху.

### 1945—1991 роки

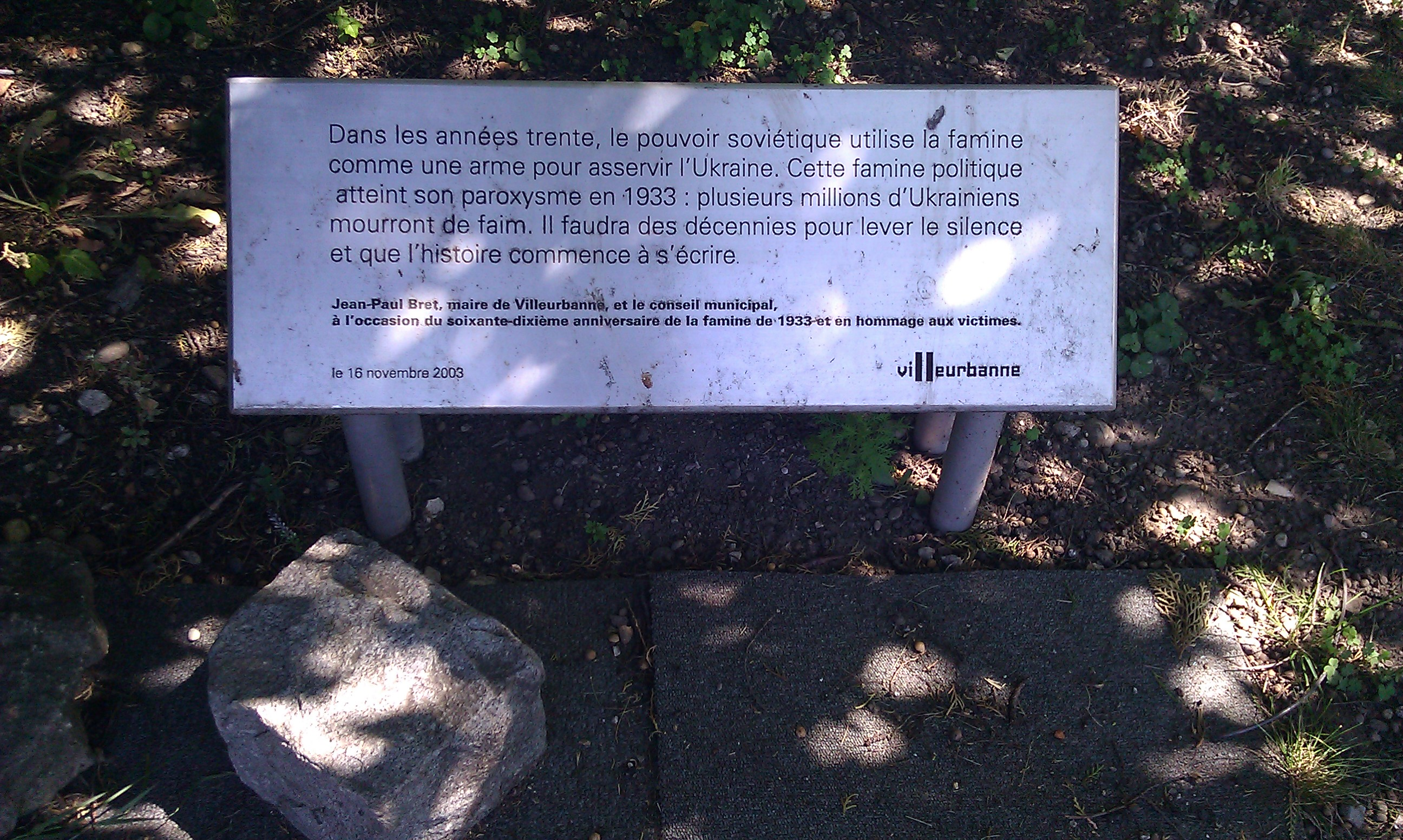
Меморіальна дошка пам'яті Голодомору в церкві Сен-Афанас де Вільорбан

По закінченні Другої світової війни представник УРСР Д. Мануїльський брав участь у підписанні Паризьких мирових договорів 1947 року з колишніми союзниками Німеччини, там був визначений і радянсько-румунський кордон щодо Буковини і Бессарабії. У Парижі є осідок Організації Об'єднаних Націй в питаннях освіти, науки і культури (ЮНЕСКО), до якої 1954 увійшла УРСР. Спроби французького уряду в 1950-х pp. відкрити свої консульства в УРСР наразилися на відмову радянського уряду.
За повоєнний час на відтинку україністики працювали: М. Шеррер («Les Dumy ukrainiennes», 1947, стаття про Т. Шевченка); Ж. Люсіяні («Le livre de la genese du peuple „ukrainien“, 1956; історія української літератури, 1961,. та ін.); автор короткої історії України („Russes et Ukrainiens“, 1970) P. Порталь; А. Дерош про С. Петлюру; про Шевченка писали Л. Арагон і Е. Ґійєвік, останній також перекладав твори Шевченка французькою мовою.
У 1958 році УРСР брала участь на міжнародному промисловому ярмарку в Марселі. Тричі приїжджав до Франції Державний Ансамбль танцю УРСР під керівництвом П. Вірського, і один раз український Ансамбль хору і танцю ім. Верьовки під проводом А. Авдієвського. Поза деякими виставками української делегації в ЮНЕСКО (Шевченка, Сковороди, голограм музеїв України), культурно-науковий обмін між Францією і Україною є мінімальний. Цілком формально існує український відділ Товариства СРСР — Франція. Також без конкретних наслідків є проголошення „побратимства“ міст України і Франції: Тулуза — Київ, Марсель — Одеса, Ліль — Харків, Бельфор — Запоріжжя, Ніцца — Ялта та ін.

#### Українці у Франції
Початком української еміграції було поселення прихильників гетьмана Івана Мазепи, що їх очолював Г. Орлик (1702—1759), який як французький генерал спровадив до Франції відділ запорізьких козаків, що творили у французькій армії окрему чоту. Втративши зв'язок з Україною, вони пізніше асимілювалися. Деякий час у Франції перебували українські студенти і культурні діячі (Марко Вовчок, М. Драгоманов, Ф. Вовк, М. Грушевський та ін.).
Друга — нечисленна українська імміграційна хвиля до Франції відбулася на початку XX ст. у зв'язку з революцією в Російській Імперії у 1905 році. Вони заснували першу українську організацію „Cercle des Oukrainiens a Paris“ (1908—1914), яка нараховувала 1910 року близько 120 чол., переважно наддніпрянців. Вони мали свій хор, організували курси української мови, інформацію про Україну французькою мовою. Серед діячів цього гуртка були: Я. Федорчук, М. Паращук, В. Винниченко, С. Мазуренко, М. Рудницький, Є. Бачинський, С. Макаренко.
Третя хвиля української еміграції почалася після Першої світової війни. Вона складалася з українців експедиційного російського корпусу, що воював на французькому фронті, службовців українських дипломатичних і економічних місій УНР і ЗУНР, залишенців Української республіканської капели Олександра Кошиця (Олекса Чехівський, Кирило Миколайчук та ін.), визначних діячів УНР (С. Петлюра, В. Прокопович, О. Шульгин й ін.), колишніх вояків і старшин Армії УНР, що після, 1924 приїжджали з таборів інтернованих в Польщі й Румунії (серед них М. Капустянський, М. й О. Удовиченки, Микола Шаповал і ін.). На початку 1920-х pp. у Франції перебувало бл. 5000 українців. Однак найбільша група іммігрантів складалася з заробітчан, що, почавши з 1923, прибували на працю головне з Галичини. У 1930-х pp. наплив українців до Франції зменшився. Переважно частина українців була затруднена на фізичних працях: на шахтах, у текстильній індустрії і металургійних заводах Північної і Східної Франції та в сільському господарстві в усій країні.
За Другої світової війни тисячі українців, полонених радянської армії, були привезені німцями до Франції на примусову роботу. Дехто з українців, що були в німецьких військових частинах перейшли до французького резистансу, створивши бойові військові формації: Український курінь ім. І. Богуна (820 вояків), Курінь ім. Т. Шевченка (546), Український Партизанський Відділ під проводом О. Круковського. Хоч вони боролися проти німців, на вимогу радянського посольства, французи їх демобілізували, частина з них записалася до чужинецького Легіону.
Остання хвиля еміграції прийшла після другої світової війни, коли бл. 4000 українців прибули до Франції з таборів переміщених осіб у Німеччині й Австрії. Через побутові труднощі і брак праці багато з них у 1950-х pp. виїхало до США і Канади.

#### Число і розміщення українців
Важко визначити докладніше число українців у Франції: у 1930-х pp. осіб українського походження було близько 40 000; приблизно це саме число у 1946—1955 роках (враховуючи природний приріст і міграційні процеси). Тепер приблизне число їх 25—30 тис.; серед них більшість уже народжена у Франції і зазнала асиміляції. Більшість українців у Франції є натуралізованими французькими громадянами; зареєстрованих як українці у франції Офісі Охорони Біженців і Бездержавних Осіб (OFPRA) було в 1964 році — 4849 і в 1981-му — 3035.
До другої світової війни більшість українців працювала некваліфікованими робітниками чи рільниками. Після 1945 року прибули фахівці різних професій. У 1970-х pp. близько 20 % українців у Франції робітники у промисловості, 5 % у копальнях, 15 % у сільському господарстві, 10 % становлять ремісники, 15 % вільні професії, 10 % студенти й учні; решта 25 % без професії (жінки на господарстві, діти). Крім 15 % українців, які працюють у рільництві, решта живе в містах чи їхніх околицях.
Важливіші скупчення українців у Франції:
1. Париж і центр. Франції, з осередками — Буа-д'Арсі, Сен-Жермен-ан Ле, Сарсель, Мелен, Маньї, Везін-Шалет, Орлеан, Суассон, Реймс, Бове — приблизно 6000 українців.
2. Північ Франції: Ліль, Рубе, Лянс, Лябурс, Ліберкур, Ле Като, Ам'єн — 3800 українців.
3. Північний захід Франції: Руан, Еври, Кан, Мондевіль — 1500 українців.
4. Схід Франції: Тіонвіль, Альґранж, Вілерю, Нільванж, Верден, Нансі, Страсбург, Маквіллер, Сошо, Кольмар, Мілюза — 6500 українців.
5. Південний схід Франції: Ліон, Сен-Етіен, Клермон-Ферран, Вільфранш, Ле Крезо, Гренобль, Діжон — 5800 українців.
6. Південний захід Франції: Бордо, Анґулем, Лімож, Кармо, Тулуза, Люрд — 2200 українців.
7. Найменше українців у Західній і Південній Франції — бл. 1000.

#### Церковно-релігійне життя
Близько 2/3 українців у Франції належать до Української Католицької Церкви, решта до Української православної церкви, незначне число є протестантів і римо-католиків.

##### Українська православна церква
До 1925 року українці православні не мали своєї Церкви у Франції 1925 відбувся у Кнютанжі перший з'їзд українців православних, який запросив о. П. Гречишкина (1925—1932) з Закарпаття до Франції; він належав до юрисдикції архієпископа Іоана Теодоровича у США. Згодом священниками були оо. І. Бриндзан (1932—1946), архієп. Мстислав (1947), В. Вишневський (1948—1961). З 1960-х pp., крім паризької, створено ще парафії у Везін-Шалеті, Нільванжі (Східна Франція), Ліоні й Ґреноблі (останні 2 згодом перестали існувати) з 4 свящ. По Другій світовій війні православні у Франції належать до Української Автокефальної православної церкви, очоленої митрополитом Мстиславом Скрипником, адміністратором якої є у Франції протоієрей Б. Хайневський. У 1951—1953 роках у Франції перебував митрополит Полікарп Сікорський (помер і похований у Парижі). У Парижі діє Братство св. Симона, гол. якого є Петро Плевако; гол. паризької парафії — М. Маслов.

##### Українська Католицька Церква
До 1937 року українці у Франції не мали постійної духовної опіки. 1938 року засновано в Парижі греко-католицьку місію на чолі о. Я. Перрідоном (1938—1952), який належав до юрисдикції львівського митрополита, з 1946 року — під опікою архієпископа І. Щучка з Рима, генеральним вікарієм якого 1953—1961 був о. М. Ван де Мале. З 1942 року українці мають церкву св. Володимира в центрі Парижа. По Другій світовій війні частка українських католицьких священників збільшилося до 9 (1950). З 1961 року створено у Франції український екзархат під проводом єпископа В. Маланчука з осідком у Парижі. З лютого 1983 року став екзархом о. М. Гринчишин із Канади. Нині Українська Католицька Церква у Франції має 2 парафії (Париж, Ліон) і 8 душпастирств з 13 священниками. Генеральним вікарієм є о. М. Василик, а парохом у Парижі о. М. Левенець. У 1952—1956 роках у Люрі діяла Мала Семінарія, яку згодом перенесено до Рима. У Парижі й Маквілері існують доми Сестер Служебниць. У Ліль о. 3. Нарожняк зорганізував культурний центр Св. Володимира. У 1982 році збудовано українську паломничу церкву Успіння Пресвятої Богородиці в Люрді. У Франції живе бл. 20 000 українців, католиків.

#### Освіта
Шкільництво українською мовою у Франції слабо розвинене. Ним опікувалися з 1930-х pp. громадсько-культурні установи та молодіжні організації. Періодичне навчання відбувається в т. зв. „четвергових школах“ (тепер у середу), які існують у Парижі з 1946 року, Ліоні і деякий час у Везін-Шалеті. Щороку під час вакацій організації молоді ОУМуФ і СУМ організують тритижневі курси українознавства, подібні курси відбуваються в Українській оселі в Маквілері з ініціативи о. П. Когута. У Паризькому Університеті навчання україністики ведеться в Дерле. Інституті Східних Мов і Цивілізацій при новій Сорбонні (Institut National des Langues et Civilisations orientales), де студенти впродовж трьох років здобувають дипломи з української мови і культури.

#### Культурно-громадське життя
Між двома світовими війнами у Франції діяв ряд українських організацій, які обслуговували певну категорію емігрантів. Першою громадсько-культурною організацією була Українська Громада у Франції, заснована 1924 року, до якої належали українці різних політичних поглядів (перший гол. М. Капустянський), але вже 1925 року відійшли з Громади совєтофіли і прихильники середовища УНР, а згодом націоналісти, що заснували свої організації. У Громаді залишилися прихильники генерала М. Шаповала („Громада Шаповала“), гуртуючи переважно еміграцію заробітчан з Галичини (у 1930-х pp. до 1200 чл. з 22 філіями). Діячі Громади: М. і Антоніна Шаповали, І. Бондар, П. Туркевич. Громада видавала „Вісник“ й „Українську Волю“ (1939—1940). Припинила свою діяльність у 1976 році.
З ініціативи колишніх вояків Армії УНР створено 1926 Союз українських емігрантських організацій у Франції, який, об'єднував до 1940 політичну еміграцію з Центральних і Східних Українських Земель і був пов'язаний до 1940 року з екзильним урядом УНР. У 1930-х pp. він координував працю 56 громад і 7 гуртків. Лідери Союзу: М. Шумицький, І. Косенко, М. Ковальський.
Із Союзом співпрацювало комбатантське Товариство б. вояків Армії УНР у Франції, засноване в 1927 році, яке об'єднувало 22 філії (1939), на 1982-й — 4; гол. діячі: ген. О. Удовиченко, М. Ковальський, П. Вержбицький, М. Панасюк, Я. Мусянович. Близько до середовища Товариства б. Вояків Армії УНР був тижневик „Тризуб“ і Бібліотека ім. С. Петлюри в Парижі з книжковим фондом, а також архівом і музейними матеріалами (з 1966 року у власному приміщенні). Діячі Бібліотеки: В. Прокопович, І. Косенко, О. Удовиченко, П. Шумовський, І. Рудичів, О. Довженко, П. Йосипишин. У 1932 році засновано соборницьку організацію з націоналістичним світоглядом — Український Народний Союз у Ф. (УНС), що об'єднував емігрантів з усіх українських земель (1939 бл. 5 000). Лідери Союзу: ген. М. Капустянський, М. Заворницький, О. Бойків, М. Небелюк, І. Стасів, Л. Гузар. З ініціативи УНС видавано тижневик „Українське Слово“ в Парижі; у 1938 році засновано першу українську друкарню у Франції.
Окремо від цих організацій, які стояли на самостійницьких засадах, діяв у 1925—1932 роках совєтофільський Союз Українських Громадян у Франції (СУГУФ), який гуртував переважно емігрантів з Галичини, видавав „Українські вісті“ й об'єднував (1927) бл. 800 чол. Керівні діячі: І. Борщак, О. Сеерюк, А. Галіті, За Другої світової війни діяла єдина дозволена Установа Довір'я Українських Емігрантів у Франції (Office des Emigres Ukrainiens en France, 1942—1944), яка опікувалася соціальними і культурними потребами емігрантів і втікачів — її очолював І. Стосів.
По Другій світовій війні постав ряд нових організацій. У 1945 році засновано культурно-професійне Об'єднання Українських Робітників у Франції (ОУРФ), що видавало тижневик „Українець у Франції“, 1950 мало бл. 4 000 чол. і співпрацювало з французькими християнськими профспілками; ОУРФ стояло під впливом ЗЧ ОУН; керівники: І. Попович, Ю. Заблоцький, В. Нестерчук. Паралельно до ОУРФ 1949 засновано громадсько-культурну організацію: Об'єднання Українців Франції (ОУФ); у 1965 воно мало бл. 300 чол. і 250 прихильників. З 1962 ОУФ видає місячник ,,L'Est Européen»; діячі: В. Нестерчук, О. Мельникович, В. Косик. 1949, замість Українського Народного Союзу, засновано громадсько-культурну організацію Українська Національна Єдність (УНЄ), яка має 300 чол. і 350 прихильників. УНЄ ідеологічно споріднене з ОУН А. Мельника і співпрацює з тижневикам «Українське Слово». Діячі: Я. Мусянович, В. Лазовінський, В. Мулик, Ю. Коваленко, А. Жуковський, В. Малинович, О. Корчак.
1946 наддніпрянська еміграція заснувала в Парижі Українську Громадянську Опіку у Франції, яка гуртувала до 1960-х pp. прихильників середовища екзильного уряду УНР, мала 10 філій і співпрацювала з Товариством б. вояків Армії УНР. Діячі: С. Созонтів, С. Качура, І. Косенко. Громадянська опіка видавала ж. «Громада» (1948—1949) і франкомовний «L'Ukraine Libre» (1953—1954). У Франції має свій осідок централя Українського Християнського Руху (гол. В. Янів), а з 1954 року діяло його Крайове об'єднання (до 1980 року гол. О. Мельникович).
Інтелектуальним життям Парижа опікується Українське Академічне Товариство, засноване 1946 і очолене О. Шульгином та А. Вирстою. У науковому осередку в Сарселі має з 1951 року свій осідок Наукове Товариство ім. Шевченка в Европі (гол. В. Кубійович, секретар В. Янів, з 1969 року — А. Жуковський) і редакція «Енциклопедії українознавства» (гол. редактор В. Кубійович, секретар — С. Янів). Тут приміщені Комісія допомоги українському студентству (гол. О. Кульчицький, секретар Т. Волошин) і Делеґатура УВУ у Франції. Українські науковці були активними в Міжнародній Вільній Академії, заснованій у Парижі у 1951 році з ініціативи О. Шульгина. Деяку діяльність на зовнішньому відтинку ведуть із 1950-х pp. УХР на церковному відтинку,. Делеґатура УВУ на науковому відтинку, з 1961 Український Рух для об'єднання Европи (гол. Я. Мусянович), ОУФ і УНЄ.
З 1945 року діє Союз українок Франції з осідком в Парижі (гол. з 1974 року М. Митрович). Справами молоді у Франції опікуються організації: Спілка Української Молоді, заснована 1949 року, має філії при осередках Об'єднання українців у Франції. (гол. Л. Друар-Вітошинська), й Організація української молоді у Франції, заснована 1956 року; має філії по осередках, де є філії Української Національної Єдности; гол. В. Ґеник. Українські студенти з 1924 року гуртувалися в Українській студентській громаді. З 1948 року діяльність усіх українських організацій і установ у Франції (бл. 20) координує і репрезентує українців перед французькою владою Український центральний громадський комітет у Франції, який є членом СКВУ; його гол.: С. Созонтів (1948—1959), О. Мельникович (1970—1979), Я. Мусянович (з 1979). У 1966 році заснована в Парижі українська масонська ложа («Vox Ukrainae»), зв'язана з Великою Французькою Національною Ложею.

##### Преса, видавництва
У 1920—1930-х pp. у Франції виходило 8 періодичних видань, із яких тільки «Тризуб» та «Українське слово» проіснували довше. З франкомовних солідну інформацію подавав «La Revue Prométhée», що його видавав (1938—1940) О. Шульгин.
Після 1945 року появлялося 18 періодиків українською мовою, серед них «Українське Слово» (з 1948 року), орган ОУН А. Мельника, ред. О. Штуль, В. Маруняк, М. Стиранка; «Українець» (1948—1960, ред. Д. Штикало, Д. Чайковський, Б. Вітошинський). Франкомовні «L'Est Europeen» (з 1962 року), споріднений, з АБН; ред. В. Косик; «Echos d'Ukraine» (1962—1969), орган Франко-українського товариства «Cercle d'Etudes FrancoUkrainiennes», ред. М. Татаруля і К. Митрович; «Bulletin Franco-Ukrainien» (1959—1970), ред. К. Лазовінська; «Echanges» (з 1971 року), ред. К. Угрин. І. Борщак видавав журнал «Україна» (1949—1953). З 1949 року о. Ю. Прокопів видає релігійний квартальник «Слідами малої святої».
Націоналістичне видавництво в Європі і Перша українська друкарня у Франції видає тижневик «Українське Слово», книжки української і французькою мовами, має книгарню. НТШ у Сарселі видає «Енциклопедію Українознавства», неперіодичне «Вісті зі Сарселю», ЗНТШ та «Вісті НТШ у Європі».

##### Фольклор, мистецтво, література
У Парижі й ін. осередках Франції діяла низка ансамблів різної мистецької вартості. Від 1978 року в Парижі діє Комітет українського народного мистецтва, який пропагує українське мистецтво і фольклор серед французів (гол. І. Чумак). Диригенти українських хорів: О. Чехівський, Кирило Миколайчук, О. Гораїн-Шумовська, О. Савчин, Т. і В. Дратвінські, О. Вишневська. У Парижі студіювали і творили визначні українські художники і скульптори: М. Башкирцева, М. Паращук, М. Бойчук, О. Архипенко, С. Левицька, О. Грищенко, М. Глущенко, П. Омельченко, М. Нечитайло-Андріенко, М. Кричевський, В. Хмелюк, С. Гординський, С. Зарицька, І. Винників, О. Савченко-Більський, Л. Гуцалюк, Ю. Кульчицький, А. Сологуб, Т. Вирста, О. Мазурик, В. Макаренко, А. Соломуха та ін. Театральні вистави у Франції влаштовували: Н. Пилипенко, Б. Дніпровий, Є. Чайка, Т. Маяцький.
Українські композитори, музики, виконавці у Франції: І. Вовк, В. Грудин, Ю. Пономаренко, Ф. Якименко, З. Дольницький, А. Вирста, Є. Зарицька, М. Скаля-Старицький, У. Чайківська, Д. Мазурик. Письменники: С. Яблонська-Уден, В. Янів, М. Калитовська, деякий час Діжа, Л. Полтава, Л. Госейко; публіцисти: О. Штуль-Жданович, М. Ковальський, Л. Плющ, К. Штуль, Софія Наумович.
Осередками української наукової праці у Франції є згадані вже загальні славістичні інститути і їх багаті на україністику бібліотеки в Парижі. Суто українською науковою установою у Франції є НТШ у Європі, при якому діє також Історико-філософська секція НТШ й Інститут Енциклопедії українознавства, всі під керівництвом географа В. Кубійовича. НТШ у Европі мас багату спеціалізовану бібліотеку українознавства (Д. Сіяк-Кубійович, С. Волошина). У зв'язку з НТШ працювали його члени: етнограф З. Кузеля, психолог О. Кульчицький, історики О. Шульгин, І. Борщак, А. Жуковський, літературознавець М. Глобенко, соціолог і психолог В. Янів, біолог-ветеринар П. Шумовський, економіст Д. Піснячевський, музиколог А. Вирста. У співпраці з французькими науковцями з 1970-х pp. виявила себе Делеґатура УВУ у Франції; цінні бібліографічні фонди має бібліотека імені Симона Петлюри.
Серед історичних пам'ятників у Франції пов'язані з Україною: церква св. Вінкентія у Санлісі, побудована Анною Ярославною (там і її пам'ятник-статуя); у церкві СенЖермен-де-Пре б. домовини Яна Кааіміра барельєф, що зображує битву козаків з поляками під Берестечком (1651); сквер Т. Шевченка і його пам'ятник у Парижі (б. Української католицької церкви); пам'ятник Шевченкові в Тулузі (і вулиця) і ВезінШалеті; могили С. Петлюри з родиною на цвинтарі Монпарнас, митр. Полікарпа Сікорського й ген. М. Омеляновича Павленка на цвинтарі Пер-Ляшеа; пам'ятник поляглим українцям (22 000), жертвам війни 1939—1945 у Буле (Льотрінґія); пам'ятник поляглим воякам укр. куреня у Версалі (департамент Дуб), та В. Порикові в м. Енен-Льєтар (департамент Па-де-Кале).

## Сучасні зв'язки
Зараз зв'язки України та Франції є партнерськими, зокрема президент України: Володимир Зеленський прибув до Франції з офіційним візитом. Зустріч між Володимиром Зеленським і президентом Франції Еманюелем Макроном відбулася 17 червня 2019 року.
Реагуючи на події 2014 року на сході України та окупацію Криму, Франція разом із іншими країнами Європи підтримала Україну. Були введені санкції проти Російської Федерації.